# Aéroport international de Palm Beach
L’aéroport international de Palm Beach (code IATA : PBI • code OACI : KPBI • code FAA : PBI) est un aéroport international américain desservant la ville de Palm Beach, siège du comté de Palm Beach, dans l'État de Floride.

## Situation
| Daytona Beach Fort Lauderdale Fort Myers Gainesville Jacksonville Key West Orlando-Melbourne Miami Orlando Orlando-Sanford Panama City Pensacola Punta Gorda Sarasota-Bradenton St. Augustine St. Petersburg-Clearwater Tallahassee Tampa Valparaiso Palm Beach Naples Vero Beach |

## Statistiques
Le graphique qui aurait dû être présenté ici ne peut pas être affiché car il utilise l'ancienne extension Graph, désactivée pour des questions de sécurité. Des indications pour créer un nouveau graphique avec la nouvelle extension Chart sont disponibles ici.

Voir la requête brute et les sources sur Wikidata.

## Compagnies et destinations
| Compagnies         | Destinations |
| ------------------ | --- |
| Air Canada Rouge   | En saison : Montréal (P.-E.-Trudeau), Toronto (Pearson) |
| Allegiant Air      | Asheville, Concord, C. du N. (en), Cincinnati-Northern Kentucky, Indianapolis, Knoxville-McGhee Tyson (en), Pittsburgh En saison : Memphis                    |
| American Airlines  | Charlotte-Douglas, Chicago-O'Hare, Dallas-Fort Worth, Philadelphie, Washington-Reagan                                                                         |
| American Eagle     | En saison : New York-LaGuardia |
| Bahamasair         | Marsh Harbour |
| Delta Air Lines    | Atlanta H.-Jackson, Détroit, New York-John F. Kennedy, New York-LaGuardia En saison : Boston Logan, Minneapolis-Saint-Paul                                    |
| Frontier Airlines  | Islip (Long Island Mac Arthur), Trenton (comté de Mercer) En saison : Newark-Liberty, Philadelphie                                                            |
| JetBlue            | Boston Logan, Hartford-Bradley, Newark-Liberty, New York-John F. Kennedy, New York-LaGuardia, Providence-T. F. Green, Washington-Reagan, Comté de Westchester |
| Silver Airways     | Marsh Harbour |
| Southwest Airlines | Atlanta H.-Jackson, Baltimore-T. Marshall, Islip (Long Island Mac Arthur) En saison : Lambert-Saint Louis                                                     |
| Spirit Airlines    | En saison : Atlantic City, Boston Logan, Détroit |
| United Airlines    | Chicago-O'Hare, Houston-George Bush, Newark-Liberty |
| United Express     | Washington-Dulles |

Édité le 04/02/2020